# وایمار (تگزاس)
وایمار، تگزاس(به انگلیسی: Weimar, Texas) شهری در ایالت تگزاس از ایالات جنوبی ایالات متحده آمریکا است. در سرشماری سال ۲۰۰۰، جمعیت این شهر ۱۹۸۱ نفر اعلام شد.